# ARGFX
ARGFX (англ. Arginine-fifty homeobox) – білок, який кодується однойменним геном, розташованим у людей на 3-й хромосомі. Довжина поліпептидного ланцюга білка становить 315 амінокислот, а молекулярна маса — 35 617.
| 10         |  | 20         |  | 30         |  | 40         |  | 50         |
| ---------- |  | ---------- |  | ---------- |  | ---------- |  | ---------- |
| MRNRMAPENP |  | QPDPFINRNY |  | SNMKVIPPQD |  | PASPSFTLLS |  | KLECSGTVSA |
| YCSLNLPGST |  | DPPTSASRVA |  | ATTAIRRRHK |  | ERTSFTHQQY |  | EELEALFSQT |
| MFPDRNLQEK |  | LALRLDLPES |  | TVKVWFRNRR |  | FKLKKQQQQQ |  | SAKQRNQILP |
| SKKNVPTSPR |  | TSPSPYAFSP |  | VISDFYSSLP |  | SQPLDPSNWA |  | WNSTFTESST |
| SDFQMQDTQW |  | ERLVASVPAL |  | YSDAYDIFQI |  | IELYNLPDEN |  | EISSSSFHCL |
| YQYLSPTKYQ |  | VGGQGSSLSI |  | FAGPAVGLSP |  | AQTWPNMTSQ |  | AFEAYSLTDS |
| LEFQKTSNMV |  | DLGFL      |  |            |  |            |  |            |

A: Аланін

C: Цистеїн

D: Аспарагінова кислота

E: Глутамінова кислота

F: Фенілаланін

G: Гліцин

H: Гістидин

I: Ізолейцин

K: Лізин

L: Лейцин

M: Метіонін

N: Аспарагін

P: Пролін

Q: Глутамін

R: Аргінін

S: Серин

T: Треонін

V: Валін

W: Триптофан

Задіяний у таких біологічних процесах, як транскрипція, регуляція транскрипції. 
Білок має сайт для зв'язування з ДНК. 
Локалізований у ядрі.